# Marta Sánchez (Sängerin)
Marta Sánchez López (* 8. Mai 1966 in Madrid) ist eine spanische Sängerin.

## Leben

### Kindheit und Jugend
Marta Sánchez wurde am selben Tag wie ihre Zwillingsschwester Paz in Madrid geboren. Da ihre Mutter aus La Coruña stammt, wird sie teilweise auch als galizische Sängerin bezeichnet. Schon seit ihrer frühesten Kindheit hatte sie Kontakt zur Musik, da beide Elternteile in der Musikbranche tätig waren. Ihr Vater, Antonio Sánchez, war Opernsänger. Darüber hinaus pflegte die Familie einen starken Kontakt zum Sänger Alfredo Kraus, der auch die Patenschaft für Sánchez übernahm. Aus diesen Gründen übte die Musik eine starke Faszination auf Sánchez aus, die schon früh begann, Gitarre zu spielen. Sie erhielt ihre erste Gitarre als Geschenk zur ersten Kommunion. Fast gleichzeitig begann sie Musikunterricht zu nehmen. Mit vierzehn Jahren trat Sánchez erstmals im Fernsehen auf, in der spanischen Sendung Sabadabadá, wo sie sang.
Als Jugendliche dachte Marta Sánchez erstmals darüber nach, die Musik nicht nur als Freizeitbeschäftigung auszuüben, sondern damit Geld zu verdienen. Mit achtzehn Jahren veröffentlichte sie ein Fotografiebuch, um Musikproduzenten auf sich aufmerksam zu machen. In dieser Zeit spielte sie bereits in Lokalen und trat der Band Cristal Oskuro bei, durch die sie Kontakte zum Nachtleben der Stadt Madrid und zu Musikproduzenten aufbaute. Während eines inoffiziellen Auftrittes wurde ein Mitglied der Band Olé Olé auf sie aufmerksam und lud Sánchez ein, Mitglied der Band zu werden, um professionellere Musik spielen zu können. Sie folgte dem Angebot und ersetzte Vicky Larraz als Sängerin der Band.

### 1986–1991: Karrierebeginn mitOlé Olé
1986, ein Jahr später, erschien das erste Album, auf dem Marta Sánchez sang, es hieß Bailando sin salir de casa, das gute Kritiken erhielt. Im darauffolgenden Jahr erschien ein weiteres Album mit dem Titel Los Caballeros las prefieren rubias, in dem Sánchez ihr Aussehen änderte und sich äußerlich nun an Marilyn Monroe anlehnte. Das Album Cuatro Hombres para Eva erschien 1988. Ende des Jahres 1990 reiste die Band an den Persischen Golf, um die spanischen Soldaten, die dort kämpften, aufzumuntern. Die Band blieb noch bis 1991 bestehen, dann trennte sie sich. Marta Sánchez begann zu dieser Zeit eine Solokarriere.

### 1992–2010: Solokarriere
1992 spielte sie in dem Film Supernova mit, für den sie einige kleine Kritiken erhielt. Ein Jahr später erschien ihr erstes Soloalbum mit dem Titel Mujer, das auf Platz 49 der Latin Charts in den Vereinigten Staaten landete, 1995 legte sie mit Mi mundo ein weiteres Album nach. Auch dies erwies sich in den Vereinigten Staaten als erfolgreich, da es in den Latin Pop Charts den Platz 13 erreichte und in den Latin Albums auf Platz 40 etablieren konnte, jeweils für zwei Wochen. 1997 erschien ihr drittes Album Azabache, das Lieder mit verschiedenen Themen beinhaltete. Im folgenden Jahr veröffentlichte sie in Zusammenarbeit mit ihrem Vater das Album Desconocida. 2002 folgte ihr nächstes Album namens Soy yo, dem das 2001 erschienene Album Los Mejores Años de Nuestra Vida vorausging. Erneut hatte sie ihren Stil verändert, was auch in den dreizehn Liedern, die das Album enthielt, erkennbar ist. Auf dem Album Los Mejores Años de Nustra Vida ist ebenfalls das Lied Vivo por ella enthalten, die spanische Version des italienischen Liedes Vivo per lei, das sie mit dem italienischen Sänger Andrea Bocelli gesungen hat. Damit gelang ihr 1996 ein großer Erfolg in den spanischen Charts. Am 22. November 2004 veröffentlichte sie Lo mejor de Marta Sánchez, ein Best-of-Album, das drei bisher unveröffentlichte und zwei neue Lieder enthielt.
Am 7. November 2005 brachte sie ihre erste Live-DVD heraus, die sie bei einem Auftritt in der spanischen Stadt La Coruña zeigen.
Nach einer erneuten Pause erschien dann am 23. April 2007 das Album Miss Sánchez, das in Zusammenarbeit mit Carlos Jean ausgearbeitet wurde. Bereits nach einer Woche war das Album auf Platz eins der spanischen Onlinecharts. Allein hat sie bereits weltweit sechs Millionen ihrer Alben verkauft.
Im Januar 2009 sang sie ein Duett mit Carlos Baute, das Colgando en tus manos heißt und die Nummer eins der spanischen Charts erreichte. Bis etwa November 2009 befand sich das Lied immer unter den obersten Platzierungen in den spanischen Charts, bis zum 4. April 2010 befand es sich fast durchgehend in den spanischen Top 50. Es hat den Status als zweitbeste Single in der spanischen Chartgeschichte erreicht.
Mitte Dezember 2009 veröffentlichte Sánchez eine Single unter dem Titel Libre [2009], die sich etwas mehr als einen Monat in den nationalen Charts halten konnte.
Bisher hat Marta Sánchez mehr als sieben Millionen Alben in ihrer Solokarriere und mit Olé Olé verkauft.

### Darbietung der spanischen Nationalhymne 2018
Am Schluss eines Konzerts im Teatro de la Zarzuela in Madrid am 17. Februar 2018 sang Marta Sanchez überraschend die spanische Nationalhymne mit einem von ihr selbst verfassten Text. Da diese Hymne keinen offiziellen Text hat, erregte die Darbietung große Aufmerksamkeit in den spanischen Medien. Verschiedene Politiker äußerten sich dazu – die konservativen positiv bis begeistert, die linken skeptisch bis ablehnend.

## Privates
Marta Sánchez hat eine Tochter. Ihre Schwester Paz starb 2004 aufgrund eines Krebsleidens.

## Diskografie (Alben)
Mit Olé Olé
- 1986: Bailando sin salir de casa
- 1987: Los Caballieros las prefieren rubias
- 1988: Cuatro hombres para Eva
- 1990: 1990

Soloalben
- 1993: Mujer
- 1995: Mi mundo (ES: Gold)
- 1997: Azabache
- 1998: Desconocida (ES: Gold)
- 2001: Los mejores años de Nuestra Vida (Grandes Éxitos) (ES: Gold)
- 2002: Soy yo (ES: Platin)
- 2004: Lo mejor de Marta Sánchez
- 2005: Gira 2005 La Coruña (Live-DVD)
- 2007: Miss Sánchez
- 2010: De par en par
- 2015: 21 Dias

## Auszeichnungen für Musikverkäufe
| Goldene Schallplatte - Spanien - 1994: für die Single Desesperada |

Anmerkung: Auszeichnungen in Ländern aus den Charttabellen bzw. Chartboxen sind in ebendiesen zu finden.
| Land/RegionAuszeichnungen für Musikverkäufe (Land/Region, Auszeichnungen, Verkäufe, Quellen) | Gold     | Platin       | Verkäufe | Quellen                         |
| -------------------------------------------------------------------------------------------- | -------- | ------------ | -------- | ------------------------------- |
| Spanien (Promusicae)                                                                         | 6× Gold6 | 11× Platin11 | 770.000  | elportaldemusica.es ES1 ES2 ES3 |
| Insgesamt                                                                                    | 6× Gold6 | 11× Platin11 |          |                                 |